# Glaubitz
Glaubitz település Németországban, azon belül Szászország tartományban. Lakosainak száma 2073 fő (2023. december 31.).

## Népesség
A település népességének változása:
| Lakosok száma | 2109 | 2199 | 2079 | 2057 | 2073 |
|               | 2017 | 2019 | 2021 | 2022 | 2023 |